# Spontanäußerung (Recht)
Spontanäußerung bezeichnet bei einer Strafermittlung die Äußerung eines Auskunft- oder Zeugnisverweigerungsberechtigten in einer bestimmten Verfahrenssituation: Strafermittlungsorgane müssen einen potenziellen Zeugen oder Verdächtigen vor dessen Befragung belehren, dass er sich oder Angehörige nicht zu belasten brauche. Gleiches gilt für ein ihm sonst zustehendes Schweigerecht, sofern ein Anhalt oder eine Vermutung zu dessen Vorliegen besteht. 
Unterbleibt eine solche Belehrung, sind aus einer Befragung gewonnene Beweise unverwertbar, denn es besteht dann grundsätzlich ein Beweisverbot, vgl. Nemo-tenetur-Grundsatz. Bei einer Spontanäußerung handelt es sich um eine Äußerung von sich aus, bereits vor der ordnungsgemäßen und alsbaldigen Belehrung der Strafermittlungsorgane, also bevor sie mit einer Befragung begonnen haben. Daher ist eine Spontanäußerung keine Aussage in einer Vernehmung im Rechtssinne.
Die Spontanäußerung ist als Beweis im Verfahren verwertbar, da die Strafverfolgungsbehörden keine Pflicht trifft, solche Kundgaben zu ignorieren. Ziel des Selbstbelastungsverbotes ist es nicht, vor jeder Selbstbelastung zu schützen. Man soll sich nur nicht aus irriger Autoritätsfurcht oder Rechtsunkenntnis selbst belasten. Diese Grundsätze wurden vom Bundesgerichtshof (BGH) bestätigt. 
Fall: Dem Beschuldigten nahm man eine Blutprobe ab wegen des Verdachts des versuchten Totschlags an seiner Ehefrau, er begann zu weinen und sagte unvermittelt spontan zum Polizeibeamten, er sei es gewesen, es tue ihm leid. Als der Polizeibeamte nachfragte, ob er ihn richtig verstanden habe, sagte der Verdächtige, natürlich sei er es gewesen, ihm tue aber nicht die Tat leid, sondern die Tatsache, dass seine Frau noch lebe. Als er daraufhin belehrt wurde, verlangte er einen Verteidiger und verweigerte weitere Angaben.
Der Bundesgerichtshof entschied, dass dieses spontane Geständnis verwertbar sei. In der Rechtswissenschaft wird vertreten, der Bundesgerichtshof setze damit die aufgestellten Grundsätze fehlerhaft um. Für die Verwertung einer Spontanäußerung sei kein Raum, wenn ein Verstoß gegen das Nemo-tenetur-Verbot gegeben sei. Vorliegend habe zwar keine Vernehmung begonnen, jedoch hätten erhebliche Ermittlungseingriffe einen Selbstbelastungsdruck erzeugt, der größer als bei einer Befragung sein könne. Nach dieser Auffassung hätte der Beschuldigte viel eher belehrt werden müssen.

## Einzelbelege
1. ↑  Urteil vom 27. September 1989 - 3 StR 188/89, NJW 1990, 461.
2. ↑  Gerhard Fezer: Einzelfragen zur Belehrung des Beschuldigten nach StPO § 136 Abs 1 S 2 bei spontanem Geständnis. Der Strafverteidiger 1990, 195; vgl. auch Irmgard Maria Schaal: Beweisverwertungsverbot bei informatorischer Befragung im Strafverfahren. Dissertation Passau, 2002, S. 107 online (Memento des Originals vom 11. Mai 2005 im Internet Archive)  Info: Der Archivlink wurde automatisch eingesetzt und noch nicht geprüft. Bitte prüfe Original- und Archivlink gemäß Anleitung und entferne dann diesen Hinweis.